# José Antonio López Gil
José Antonio López Gil (San Pedro de Alcántara, Marbella, España, 11 de julio de 1976) es un ciclista español.
Debutó como profesional con el equipo iBanesto.com en 2003. Su única victoria como profesional la logró en la Vuelta a Andalucía de 2008, donde se impuso en una etapa sumando además el triunfo en la general de la montaña.

## Palmarés
2003
- 1 etapa de la Vuelta a Cuba

2008
- 1 etapa de la Vuelta a Andalucía

## Resultados en Grandes Vueltas
| Carrera | Carrera         | 2003 | 2004 | 2005 | 2006 | 2007  | 2008 | 2009 |
| ------- | --------------- | ---- | ---- | ---- | ---- | ----- | ---- | ---- |
|         | Giro de Italia  | —    | —    | —    | —    | —     | —    | —    |
|         | Tour de Francia | —    | —    | —    | —    | —     | —    | —    |
|         | Vuelta a España | —    | —    | —    | —    | 143.º | Ex.  | Ab.  |

—: no participa

Ab.: abandono

Ex.: Expulsado

## Equipos
- Banesto (2003-2004)
  - iBanesto.com (2003)
  - Illes Balears-Banesto (2004)
- Kaiku (2005-2006)
- Andalucía-Cajasur (2007-2009)